# Трижелёзник
По современной классификации на основе системы APG IV род Трижелёзник полностью включен в состав рода Зверобой (Hypericum), название является устаревшим синонимом. Приведенная ниже информация соответствует более ранним классификациям где род выделялся как самостоятельный.
Трижелёзник (также триаденум, лат. Triadenum, от др.-греч. θρι — три и ἀδήν — желёзка) — род травянистых растений семейства Зверобойные (Hypericaceae).

## Ботаническое описание
Многолетние корневищные травы. Листья супротивные, цельные, цельнокрайные, жилкование перистое, усеяны точечными желёзками.
Цветки обоеполые, одиночные или собраны по 2—5 (15) в дихазии. Чашелистиков 5, остающиеся. Лепестков 5, розовые или пурпурные, опадающие. Тычинок 9, срастаются по 3 в 3 пучка, которые чередуются с 3 широкими желёзками; пыльники жёлтые. Завязь трёхгнёздная, столбиков 3. Плод — кожистая, септицидная коробочка. Семена цилиндрические, килеватые.
Хромосомное число x = 19.

## Виды и распространение
Род включает 6 видов:
- Triadenum breviflorum (Wall. ex Dyer) Y.Kimura (1951) — Индия, Китай, Тайвань. По современной классификации - Hypericum breviflorum[1].
- Triadenum fraseri (Spach) Gleason (1947) — Трижелёзник Фрейзера — Канада, США. По современной классификации - Hypericum fraseri[1].
- Triadenum japonicum (Blume) Makino (1925) — Трижелёзник японский — Китай, Корея, Япония, Россия (Дальний Восток). По современной классификации - Hypericum fauriei[1].
- Triadenum tubulosum (Walter) Gleason (1947) — США. По современной классификации - Hypericum tubulosum[1].
- Triadenum virginicum (L.) Raf. (1837) typus[3] — Канада, США
- Triadenum walteri (J.F.Gmel.) Gleason (1947) — США. По современной классификации - Hypericum walteri[1].